# John Hagard
John Henrik Meinich Hagard, född den 14 april 1943 i Göteborg, är en svensk diplomat. Han är son till Ebbe Hagard.
Hagard avlade juris kandidatexamen vid Lunds universitet 1968. Han började tjänstgöra vid Utrikesdepartementet 1968, med stationering i Bryssel, New York, Tel Aviv och Washington samt som föredragande i Utrikesutskottet 1979–1983. Hagard var departementsråd och enhetschef vid Utrikesdepartementets politiska avdelning 1990–1992, ambassadör i Tunis 1992–1996 och i Tel Aviv med sidoackreditering i Nicosia 1996–1999. Han blev enhetschef vid Utrikesdepartementet för Mellanöstern och Nordafrika 1999. Hagard var kapten i Kustartilleriets reserv. Han studerade vid East-West Institute i New York 1985–1986 och genomgick Försvarshögskolans högre kurs 1991.